# 금동계미명삼존불입상
금동계미명삼존불입상(金銅癸未銘三尊佛立像)은 대한민국 서울특별시 간송미술관에 있는, 삼국시대에 금동으로 만든 삼존불 입상이다. 1962년 12월 20일 대한민국의 국보 제72호 금동계미명삼존불(金銅癸未銘三尊佛)로 지정되었다가, 2010년 6월 28일 현재의 명칭으로 변경되었다.
광배를 뒤에 두고 가운데 본존불을, 양 옆에 협시보살을 배치하고 있는 삼존불이며, 광배 뒷면에 ‘계미(癸未)’를 포함한 글이 새겨져 있다. 

## 개요
커다란 하나의 광배(光背)를 배경으로 중앙에 본존불과 양 옆에 협시보살을 배치하고 있는 삼존불(三尊佛)이다.
중앙의 본존불은 상투 모양의 머리(육계)가 불상 전체 크기에 비해 크고 높게 표현되었다. 미소를 띤 갸름한 얼굴은 앞으로 약간 숙이고 있으며, 어깨와 가슴은 약간 좁은 듯 하지만 둥글고 강인하게 처리되었다. 양 어깨를 감싸고 있는 옷에는 정면으로 V자형 옷주름이 있으며, 좌우로는 새의 깃같은 옷자락이 뻗치고 있다. 오른손은 손바닥을 정면으로 하고 손끝이 위로 향하고 있으며, 왼손은 손바닥을 정면으로 하고 손끝은 아래를 향하고 있는데 손가락 2개를 구부리고 있는 모습이 특징이다.
양 옆에 배치한 협시보살은 광배의 끝에 매달리듯 표현하였으며, 세가닥으로 올라간 보관(寶冠)을 쓰고 있다. 신체 표현은 본존불과 비슷하지만, 앞면에서 X자로 교차하고 있는 옷주름과 손모양이 다르다. 불꽃이 타오르는 모양을 가는 선으로 장식한 광배(光背)는 끝이 뾰족한 배(舟) 모양으로, 본존 주위에는 머리광배와 몸광배를 도드라지게 새기고 그 안에 연꽃무늬, 덩쿨무늬, 인동초무늬를 새겼다. 불상이 서 있는 대좌(臺座)는 바닥이 밖으로 퍼진 원통형이며 연꽃이 새겨져 있다.
금동신묘명삼존불(국보 제85호)의 양식과 비슷한 점이 많으며, 중국 남북조시대의 불상 양식을 따르고 있는 이 불상은 광배 뒷면에 새겨진 글에 의해 백제 위덕왕 10년(563)에 만든 것으로 추정된다.

## 참고 자료
- 금동계미명삼존불입상 - 국가유산청 국가유산포털